# Agence nationale des routes automobiles d'Ukraine
L'Agence nationale des routes automobiles d'Ukraine ou Ukravtodor, en ukrainien Державне агентство автомобільних доріг України et Укравтодор, est une agence publique ukrainienne rattachée au ministère de l'Infrastructure et chargée des panneaux de signalisation routière dans le pays.

## Histoire
L'agence est créée en 1990 dans le contexte de l'indépendance de l'Ukraine vis-à-vis de l'URSS.
Au cours de l'invasion du pays par la Russie en 2022, l'agence encourage les citoyens à modifier et enlever les panneaux d'indications routière afin de désorienter les belligérants.